# Île Middle Bass
L'île Middle Bass est une petite île de la moitié ouest du lac Érié, dans l'État de l'Ohio, aux États-Unis. Elle forme, avec deux autres îles proches (île Bass Sud et île Bass Nord), les îles Bass. Elle fait partie du canton de Put-in-Bay (en).

## Historique
L'île a été débarquée par l'explorateur français, René-Robert Cavelier de La Salle, en 1679. L'abondance de fleurs sauvages sur l'île a tellement impressionné La Salle et son équipage qu'ils l'ont baptisée à juste titre l'île aux fleurs. Elle conservera ce nom pendant 200 ans jusqu'à ce qu'elle soit acquise par un comte allemand en 1856. Avec l'aide de travailleurs immigrés allemands, l'île a été utilisée comme vignoble. Cela s'est avéré être une entreprise très réussie.
En 1875, la Golden Eagle Winery de Middle Bass Island était réputée être le plus grand producteur de vin des États-Unis. La famille Lonz a acquis l'entreprise en 1884 et l'a détenue et exploitée jusqu'à la mort de George Lonz en 1968. La cave Lonz a souvent été comparée aux caves de la Rhénanie allemande. L'ancienne structure en forme de château a été visitée par d'innombrables dignitaires, dont cinq présidents américains. La cave fait maintenant partie d'une société portant le nom de Lonz. Depuis 1979, les vins sont élaborés par l'œnologue italien Claudio Salvador.
Le 1er juillet 2000, une tragédie a frappé la cave de Lonz lorsqu'une terrasse s'est effondrée faisant un mort et des dizaines de blessés. Lonz Winery a été acheté par l'État de l'Ohio et le 'Middle Bass Island State Park a été créé en 2001. La cave Lonz a été rénovée par l'État de l'Ohio et a été rouverte au public le 22 juin 2017. Ils ne produisent ni ne vendent de vin sur place, mais il est ouvert aux visites.
Un petit aéroport, le Middle Bass-East Point Airport dessert l'île.

## Galerie

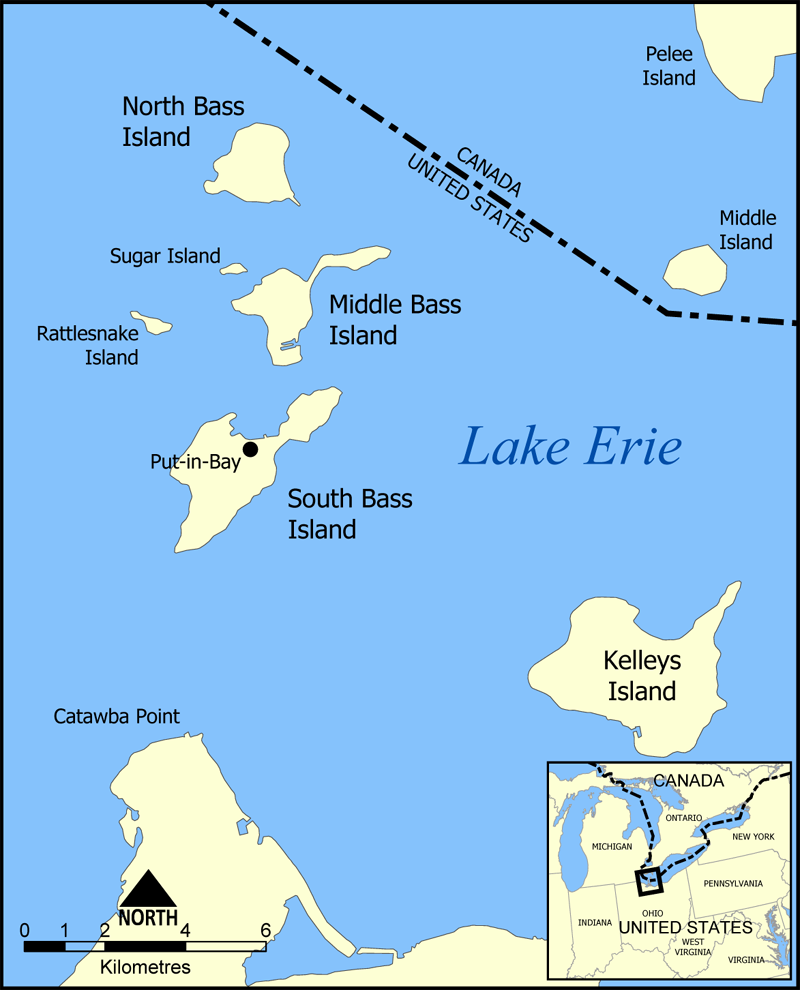
Archipel des Îles Bass